# Koningin Wilhelmina (molen)
Korenmolen Koningin Wilhelmina is een ronde stenen stellingmolen aan de Windmolenweg 14 te Dongen. 

## Geschiedenis
De molen is in 1893 gebouwd als koren- en schorsmolen. Molenaar Petrus van Riel gebruikt bij de bouw tweedehands materialen, afkomstig van gesloopte poldermolens uit de Vierambachtspolder. In 1909 verkocht Van Riel in verband met gezondheidsproblemen de molen aan zijn zwager, Nicolaas Janssens. Onder zijn leiding zijn naast de molen de typerende bedrijfsruimtes (ook wel bekend als 'het stoom') gebouwd, welke dienden als opslagruimte en onderdak voor de zuiggasmotor. In 1919 maakt Janssens een carrièreswitch en verkoopt de molen aan de familie van Gorp. De familie heeft goede tijden op de molen gekend, maar helaas keerde hij tij bij de crisis van de jaren 30. Door de toenemende concurrentie van de Boerenbonden raakte de familie veel klanten kwijt. Uiteindelijk werd in 1934 trad Janus van Gorp als molenaar in dienst bij de Boerenbond. De windmolen werd stilgezet en raakte sterk onderkomen. Eind jaren 30 werd overwegen de molen te restaureren en weer in bedrijf te stellen, doch de plannen hiervoor zijn toen niet uitgevoerd. In 1942 werd de molen verkocht aan slager Pieter de Jong, kort na de verkoop werd de molen geheel gerestaureerd. Bij deze restauratie zijn ook de wieken gestroomlijnd volgens het principe van Van Bussel. Na de restauratie verhuurde De Jong de molen, omdat hij zelf geen molenaar was, aan Cor Geene. De molen kwam zonder kleerscheuren de verdere oorlogsjaren door en bleef ook na de oorlog nog enkele jaren malen, vanaf 1947 werd dit gedaan door de gebroeders Jan en Rinus Janssen Steenberg In de jaren 50 volgde helaas nieuwe concurrentie, ditmaal van grote fabrieken met hamermolens, deze dwongen de molen voor de tweede maal in zijn bestaan tot stilstand. In 1958 verkocht De Jong de molen aan Piet Kerkhof, eigenaar van de nabijgelegen Whippet schoenenfabriek. Hij was zelf geen molenaar en kocht de molen feitelijk alleen voor het omliggende terrein, wat uitbreidmogelijkheden gaf voor zijn fabriek. Ondanks dat de molen niet meer maalde liet hij in 1959 toch een kleine restauratie uitvoeren, waardoor de molen er van buiten weer redelijk uitzag, helaas bleef regulier onderhoud hierna uit, waardoor de molen toch verviel. In de jaren 70 was de staat van de molen dermate slecht dat hij een gevaar voor de omgeving begon te worden. Er is toen een spoedsubsidie aangevraagd voor de restauratie. De subsidie werd verleend en molenmaker Bos uit Almkerk werd de opdracht gegeven de molen weer draaivaardig te restaureren. Nadat de werkzaamheden in 1975 werden afgerond, stelde oud-molenaar Jan Janssen Steenberg de molen op woensdag- en zaterdagmiddag weer in gebruik en open voor publiek. In 1987 stopte Janssen Steenberg als molenaar en werd in de persoon van Henk Demoet een nieuwe molenaar voor de Koningin Wilhelmina gevonden. Samen met eigenaar Peter Kerkhof, de zoon van Piet, ging hij aan de slag om de molen naast draaivaardig, ook weer geheel maalvaardig te krijgen. In 1992 werd door molenmaker Bos opnieuw een nieuwe grote restauratie uitgevoerd waarbij de molen weer werd voorzien van twee koppels maalstenen, de schorsstenen keerden niet meer terug.
Sinds de laatste restauratie is de molen weer zeer frequent in bedrijf voor het malen van graan voor diverse bakkerijen en particuliere verkoop, de molen doet tevens dienst als instructiemolen voor het Gilde van Vrijwillige Molenaars. Ook 'het stoom' is vrij recentelijk gerestaureerd en doet thans dienst als werkplaats van molenmaker Wilten uit Utrecht.

## Technische gegevens
- De roeden van de molen hebben een lengte van 27.90 meter en zijn Oud-Hollands opgehekt
- De kap van de molen heeft een Engels kruiwerk en wordt door middel van een kruilier op de wind gezet
- De wieken kunnen gestopt worden met een Vlaamse blokvang met wipstok
- Een van de drie molens in Noord-Brabant die een ijzeren stelling heeft, deze is aangebracht op een hoogte van 7.30 meter
- De inrichting van de molen bestaat uit; een koppel 17der kunststenen, koppel 17der blauwe stenen, sleepluiwerk, windaangedreven buil, windaangedreven mengketel en pletter

## Molenaars
- Piet van Riel (1893 - 1909)
- Nicolaas Janssens (1909 - 1919)
- Victor van Gorp (1919 - 1924)
- Janus van Gorp (1924 - 1934)
- Frans van Gorp (1924 - 1934)
- Sjef van Gorp (1926 - 1932)
- Cor Geene (1943 - 1947)
- Rinus Janssen Steenberg (1947 - 195?)
- Jan Janssen Steenberg (1947 - 1958 / 1975 - 1987)
- Henk Demoet (1987 - 2023)
- Lieke van Gorp (2014 - 2023)
- Louw Eijben (2015 - 2023)
- Mark Heutink (2022 - heden)
- Tony Hop (2022 - heden)
- Richard Verbogt (2022 - heden)

## Bezichtiging
Iedere en zaterdag tussen 9:00 uur en 15:00 uur is de molen geopend, ook op andere momenten als de wieken draaien zijn bezoekers van harte welkom. Onder in de molen is een klein winkeltje gevestigd waarin diverse meelproducten verkocht worden.

## Fotogalerij

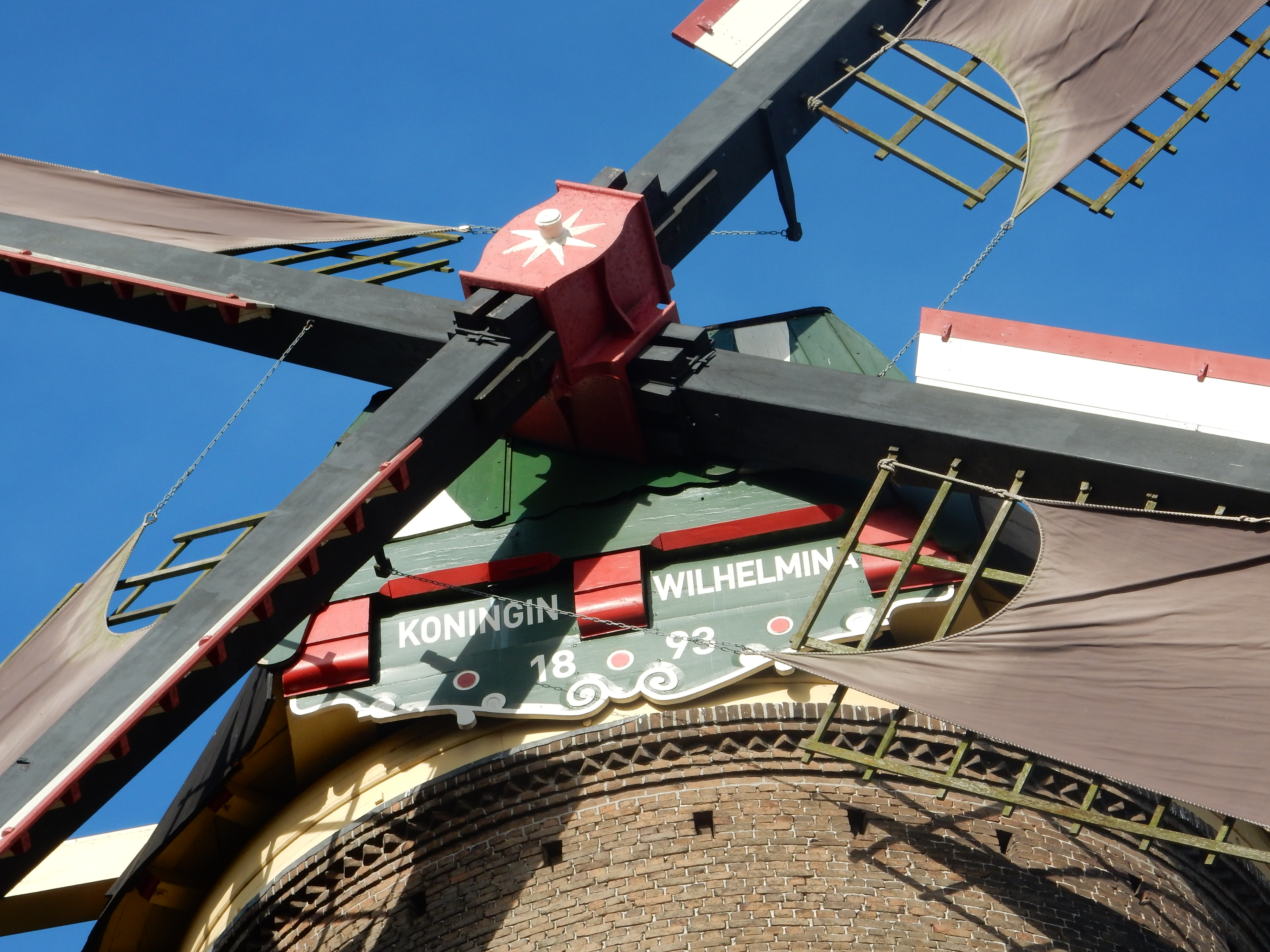
De baard van de molen
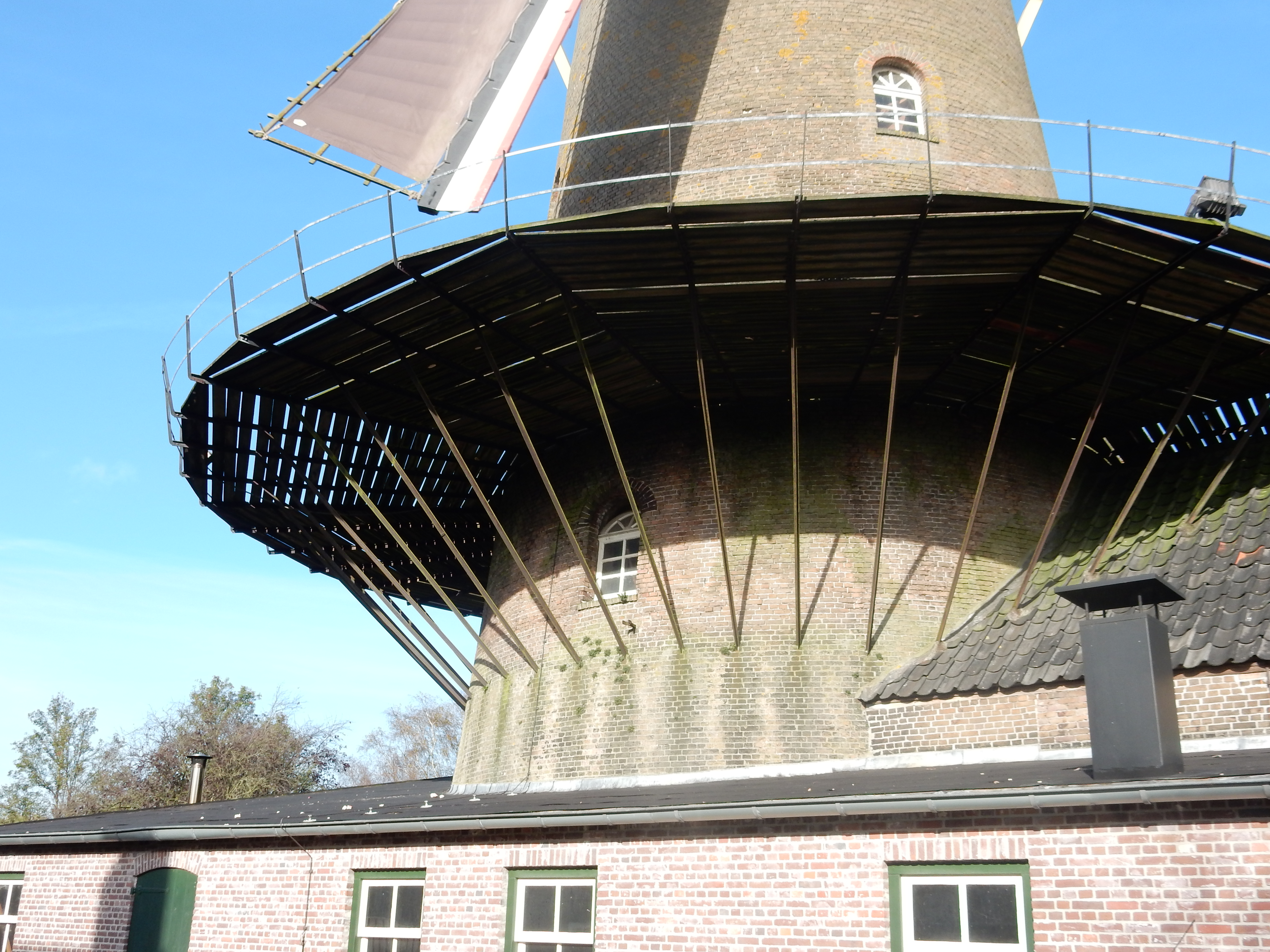
De ijzeren stelling
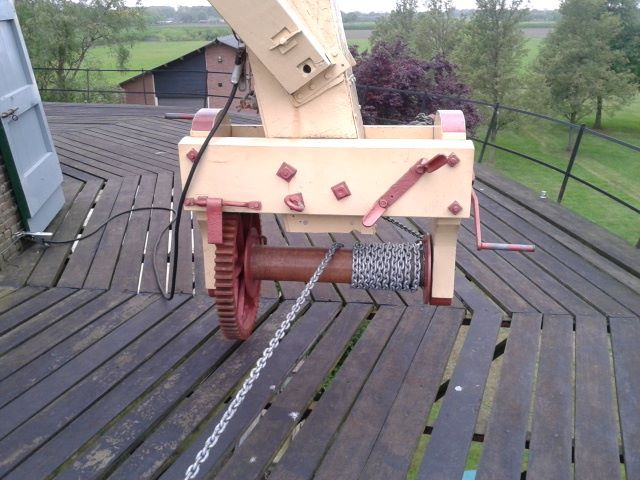
De kruilier